# 嗨啾
嗨啾（Haichū） 是日本的一种水果糖，由森永製菓生产。

## 起源
1975年森永製菓推出嗨啾。1996年2月改为独立商品再次推出。
日本文化中，进食时从嘴中取出食物是禁忌，因此森永泰一郎试图发明一种可以吞咽的口香糖。1931年森永将可咀嚼的焦糖混合香精，发明了一种名为Chewlets的糖果。第二次世界大战对森永公司的业务产生了严重的影响，不得不重建公司。 现今Chewlets以大众熟知的嗨啾为名推出。

## 介绍
糖果封装在印有商标的铝箔纸或蜡纸中（视地区而定），大多数糖果的外层是白色的，内层为彩色有香味。不过草莓芝士蛋糕味、酸奶味、棉花糖味、甜酸味和多种水果混合味的外层为彩色，内层为白色。可乐味的嗨啾为棕色。
嗨啾的口感类似口香糖与水果糖的结合物，像是德国的Mamba糖和英国的Starburst糖。嗨啾在台湾、上海、新加坡和香港很常见。在亚洲以外的國家的和地區，可以在专卖店和进口食品店购买。
有时嗨啾也会推出特别版，一般会推出日本本土水果口味，像是濑户内海的柠檬味和冲绳的台湾香檬味。
2012年嗨啾宣布自己的糖果是无麸质产品。虽然嗨啾的成分中一直没有麸质，但曾在加工麸质商品的设施中生产。嗨啾的明胶是从猪肉中提取的，所以它不是清真食品、犹太食品或素食。
嗨啾的配方为：葡萄糖浆、糖、氢化棕榈油、明胶、天然和合成香料、浓缩草莓汁、DL-苹果酸、柠檬酸、乳化剂、乳酸钠溶液和天然色素（ β-胡萝卜素、胭脂红）。 产品可能含有大豆成分。嗨啾也可能会在加工乳制品的设备生产。

## 嗨啾在美国的情况
2010年代初，耶稣基督后期圣徒教会的传教士访问日本，不久嗨啾在盐湖城的销量增加。此后嗨啾与美国职业棒球大联盟的球员合作开展营销活动。嗨啾在美国的销售额从2012年的800万美元增长到2021年的1亿美元以上。
嗨啾在美国推出多种口味：糖苹果味、草莓冰淇淋味、酸橙派味、蓝色夏威夷（柑橘和菠萝口味）味、蓝莓味、彩虹雪葩味、覆盆子味、蓝莓味、黑樱桃味、西瓜味、青苹果味、火龙果味、草莓味、葡萄柚味、奇异果味、芒果味、葡萄味、柠檬味、巴西莓味、可乐味、弹珠汽水味、香蕉味、酸奶味、蓝莓酸奶味、草莓酸奶味、百香果味和菠萝味。
2016年2月推出了酸嗨啾（Hi-Chew Sours）和劲嚼嗨啾（Hi-Chew Bites）。酸嗨啾含有柠檬味、西瓜味和葡萄柚味。复合嗨啾含有两种口味：热带冰沙（百香果加芒果）和椰林飘香（菠萝加椰子）。 嗨啾plus含有两种口味并添加了果粒：橙子味添加橙子果粒、红苹果添加草莓果粒。嗨啾Bites混合了“葡萄草莓”和“芒果橙子”等既有口味。嗨啾自推出以来已开发出170多种口味。
2016年，嗨啾在北卡罗来纳州开设了美国第一家工厂。
2018年初，嗨啾发起了名为“当东方遇见西方”的投票活动，购买者可投票选择将哪种日本口味的嗨啾引进西方。2018年4月11日，嗨啾在Instagram宣布，火龙果口味胜出，并将在次年引入美国。 
截至2023 年， 嗨啾在美国的沃尔玛、塔吉特、 7-Eleven 、史泰博、沃尔格林、迪克体育用品、 Five Below 、 韩亚龙 、 CVS药房、 Nordstrom Rack 、百思买、联邦快递金考及其他连锁店均可购买。

## 产品召回事件
2008年森永公司被人投诉在糖果中发现橡胶物质，森永因此召回了部分产品。调查后得知是兵库县森永工厂的一名工人将手套碎片掉进了蒸煮槽中。保质期到2009年的青苹果味和葡萄味嗨啾被召回。部分被污染的产品已出口至香港，香港食品安全中心发布声明：将密切关注香港的销售情况，警告公众不要购买或食用上述产品。